# 2018 chez Disney
L'année 2018 pour la Walt Disney Company est marquée les tractations en vue de l'acquisition de la 21st Century Fox et de Sky.

## Évènements

### Janvier
- 1er janvier 2018, Disney diffuse une seconde bande annonce pour Ralph 2.0, suite du film Les Mondes de Ralph (2012)[1].
- 2 janvier 2018, Vice Media suspend deux responsables à cause de soupçons de harcèlements sexuels, dans le climat des suites de l'affaire Harvey Weinstein[2],[3]
- 3 janvier 2018, la production et la distribution du film Mulan est confirmée pour un tournage courant janvier[4]
- 4 janvier 2018, lors d'une réunion semestrielle des critiques de télévision, les influents directeurs du Fox Television Group, Dana Walden et Gary Newman, évoquent leur futur avec l'achat annoncé d'une partie de la 21st Century Fox par Disney mais[5],[6]
- 5 janvier 2018,
  - le site CinemaBlend s'interroge sur l'avenir du projet de film Docteur Fatalis évoqué en 2017 par Noah Hawley avec la fusion annoncée Disney-Fox[7]
  - Disney a déposé un brevet pour un véhicule de la taille d'un petit drone grimpant au mur potentiellement utilisable dans des attractions[8]
  - Ouverture du restaurant Maria & Enzo’s Ristorante à Disney Springs[9].
- 7 janvier 2018, le film Star Wars, épisode VIII : Les Derniers Jedi trébuche en Chine avec seulement 28,7 millions de dollars américains de recettes lors de son premier weekend mais cumule 1,2 milliard de dollars à l'international[10]
- 8 janvier 2018,
  - le Disneyland Resort annonce la rénovation du Paradise Pier de Disney California Adventure en Pixar Pier avec la rethématisation et renommage de la plupart des attractions[11]
  - Disney World annonce la rénovation de la World of Disney par section jusqu'à fin 2018 avec la suppression d'une grande partie de la thématisation tandis qu'une boutique éphémère ouvre dans un espace inoccupé du Town Center[12]
  - le site Ars Technica évoque la non prolongation du Copyright Term Extension Act en l'absence de lobby dans ce sens et donc que les productions de Disney de 1928 dont Mickey Mouse tomberont dans le domaine public en janvier 2019[13]
- 9 janvier 2018, l'Anaheim GardenWalk (en) situé à proximité du Disneyland Resort est à nouveau à vendre pour plus de 73 millions d'USD[14]
- 10 janvier 2018, Décès de Doreen Tracey (en) l'une des Mouseketeers de l'émission The Mickey Mouse Club des années 1950[15],[16]
- 12 janvier 2018,
  - ouverture de The Arena au ESPN Wide World of Sports Complex, une salle omnisports de 300 000 pieds carrés (27 871 m2) et 8 000 places[17]
  - Lars Wagner quitte Disney Germany pour Geobra Brandstätter, fabricant des Playmobil[18]
- 13 janvier 2018, la Disney Company annonce la non reconduction au directoire des postes de Sheryl Sandberg (COO de Facebook) et Jack Dorsey (CE de Twitter) pour éviter les conflits d'intérêts en raison des partenariats commerciaux[19],[20]
- 15 janvier 2018,
  - Disney annonce un nouveau concept pour les World of Disney de Disneyland et DisneyWorld[21]
  - dans le cadre d'un partenariat publicitaire, Procter & Gamble modifie le scénario de la série Black-ish d'ABC[22]
- 16 janvier 2018,
  - Kyle Laughlin, président de la récente division Games & Interactive Experiences du Disney Consumer Products et Interactive Media Group, annonce une nouvelle stratégie pour les jeux mobiles basée sur quatre partenariats avec Gameloft, Glu, Ludia et PerBlue[23],[24],[25].
  - Disney Music Group étend le contrat de Disney Music Publishing avec Universal Music Publishing ajoutant l'Europe au contrat entamé en 2004 avec l'Asie du Sud-Est, l'Amérique latine en 2015 et l'Afrique et le Moyen-Orient en 2016[26],[27]
- 17 janvier 2018, Adventures by Disney annonce des croisières fluviales sur la Seine avec AmaWaterways à partir de 2019[28],[29]
- 18 janvier 2018, Disney dépose un brevet pour combiner des produits de consommations avec des activités interactives dans des lieux spécifiques[30], basée sur le Lidar et la Radio-identification
- 19 janvier 2018,
  - Disney World dépose des permis de construire pour l'attraction Tron Lightcycle Power Run au Magic Kingdom tandis que Star Wars: Galaxy's Edge progresse[31]
  - Disney Digital Network et Twitch signent un contrat pluriannuel de diffusion du contenu Disney sur 4 chaînes du service de streaming d'Amazon[32],[33]
- 22 janvier 2018,
  - Disney World stoppe les versions parlantes des Mickey Mouse initiées en 2011[34]
  - Minnie Mouse reçoit une étoile sur le Hollywood Walk of Fame[35].
  - Live Mint évoque l'impact du rachat de Fox par Disney sur le marché indien dont celui du service par contournement mais l'industrie cinématographique est déjà en mutation[36].
- 23 janvier 2018, à l'instar de plusieurs entreprises américaines profitant d'une réforme du code des impôts durant la présidence de Donald Trump, Disney annonce l'attribution d'un bonus exceptionnel de 1 000 USD à ses 125 000 employés[37],[38],[39]
- 24 janvier 2018, Paul Candland se retire de la présidence et la direction de Walt Disney Japan et un directeur temporaire est nommé le temps de lui trouver un successeur[40]
- 26 janvier 2018, ESPN2 et Disney XD annoncent diffuser plusieurs phases des tournois de sport électronique de Madden NFL 18[41],[42]
- 27 janvier 2018, dans l'affaire qui l'oppose à Disney, Redbox contre-attaque arguant d'une mauvaise interprétation du droit d'auteurs[43]
- 29 janvier 2018,
  - Dark Horse Comics et Disney annoncent une mini-série de comics en trois tomes sur La Reine des neiges (2013)[44]
  - Disneyland Resort annonce l'ouverture d'un bowling Splitsville Luxury Lanes et d'une brasserie Ballast Point à Downtown Disney, le second en fin d'année 2018[45]
- 31 janvier 2018,
  - les Braves d'Atlanta repoussent leur départ après le printemps 2019 en raison d'un retard dans la livraison de leur nouveau centre d'entraînement de printemps à North Port[46],[47]
  - Disney dépose un brevet de système rétroréfléchissant simulant un affichage holographique que la presse associe au jeu d'échecs dans Star Wars[48],[49]

### Février
- 2 février 2018, à la suite d'un changement de direction à la tête de Sony, une rumeur de vente de Sony Pictures Entertainment se répand dans la presse[50],[51], Sony détenant entre autres les droits de Spider-Man et des X-Men
- 5 février 2018,
  - Michael Colglazier, ancien président de Disneyland Resort est nommé président d'une nouvelle entité de Walt Disney Parks and Resorts nommée Asia Pacific Operation, qui supervise Hong Kong Disneyland Resort, Shanghai Disney Resort et la collaboration avec Oriental Land Company pour Tokyo Disney Resort[52].
  - En diffusant la première bande-annonce de Solo: A Star Wars Story seulement cinq mois avant sa sortie, Disney et Lucasfilm changent leur approche marketing[53].
  - Oriental Land Company évoque le thème du ciel ("sky") pour le projet de troisième parc de Tokyo Disney Resort après Disneyland ("terre") et DisneySea ("mer")[54].
- 6 février 2018, lors d'une conférence trimestrielle Bob Iger annonce que l'abonnement au service de streaming ESPN Plus coûtera 4,99 $ par mois[55],[56],[57].
- 7 février 2018, Disney Research ferme son laboratoire à l'Université Carnegie-Mellon mais poursuivra sa collaboration[58],[59]
- 8 février 2018, Disney dévoile les contours de son futur service de vidéo par contournement, qui proposera les films et séries Disney, Marvel et Lucasfilm et aussi le catalogue de 21st Century Fox en cas de validation du rachat mais aucune production interdite aux mineurs qui sera réservée à Hulu ni les coproductions comme celles de Netflix[60],[61]
- 11 février 2018, Alibaba Group annonce avoir signé un contrat avec Disney China pour diffuser des séries d'animations Disney sur Youku, permettant de compenser l'arrêt de DisneyLife en 2016[62],[63]
- 12 février 2018, Disney World annonce l'ouverture de montagnes russes sur le thème des Gardiens de la Galaxie à Epcot en 2021[64]
- 13 février 2018,
  - le ministre de la culture russe repousse la sortie d’Avengers: Infinity War prévue le 3 mai au 11 mai afin d'offrir plus de visibilité à une production nationale sur la Seconde Guerre mondiale, Sobibor[65]
  - Adventures by Disney annonce des excursions au Japon pour 2019[66]
- 16 février 2018, Disney Channel annonce la diffusion de Descendants 3 pour l'été 2019[67]
- 20 février 2018,
  - dans l'affaire qui l'oppose à Redbox, un juge déboute Disney de sa demande d'injonction interlocutoire qui aurait forcer Redbox à suspendre ses ventes en ligne[68],[69]
  - le Reedy Creek Improvement District annonce la construction d'une seconde ferme solaire à Disney World, d'une puissance de 50 MW gérée par Duke Energy et située dans la zone nord-ouest du complexe derrière les golfs Magnolia et Palm[70]
  - Disney Russia annonce la production d'une suite de la co-production russe The Last Warrior (2017)[71]
  - 21st Century Fox prévoit 10 années d'investissements dans Sky News pour rassurer l'OFCOM britannique dans le cadre de son rachat de la totalité de Sky et de son rachat par Disney[72].
- 21 février 2018,
  - Oriental Land Company lance une application pour le Tokyo Disney Resort offrant les informations de temps d'attente, l'achat de billets, la réservation d'hôtels et l'achat de produits alors que ses concurrents japonais le font depuis plusieurs années[73]
  - Disney prévoit de relancer les Muppets pour son service de vidéo[74],[75]
  - iSpot.tv estime que plus de 37 millions d'USD ont été dépensés par Disney-Marvel en publicité télévisuelle aux États-Unis pour promouvoir Black Panther[76]
- 22 février 2018, Black Panther approche des 500 millions d'USD de recettes et permet à Disney de dépasser le milliard pour l'année 2018[77]
- 25 février 2018, durant sa seconde semaine de sortie, Black Panther dépasse les 700 millions d'USD de recettes[78].
- 26 février 2018,
  - en raison du succès de Black Panther, Disney verse 1 million d'USD à Boys and Girls Clubs of America[79]
  - Orbit Showtime Network annonce le lancement le 1er mars 2018 d'une chaîne OSN Movies Disney en HD aux Émirats arabes unis en anglais et arabe[80]
- 27 février 2018,
  - Robert Iger en visite à l'Élysée a rencontré Emmanuel Macron et a annoncé un investissement de deux milliards d'€ pour Disneyland Paris dont le doublement du Parc Walt Disney Studios avec la construction de trois zones entre 2021 et 2025 sur les thèmes de La Reine des neiges, Star Wars et Marvel[81],[82]
  - McDonald's reprend un partenariat avec Disney pour les jouets des Happy Meals pour Les Indestructibles 2, presque 10 ans après leur contrat décennal des années 1990[83],[84]
- 28 février 2018, Disney annonce la fermeture le jour même de Disney Movies Anywhere mais sa réouverture le lendemain sous le nom Movies Anywhere[85]

### Mars
- 1er mars 2018,
  - Disney Pictures annonce que le film Mulan est repoussé au 27 mars 2020, version avec acteurs de Mulan (1997)[86]
  - Disney et Marvel avance la sortie du film Avengers: Infinity War d'une semaine au 27 avril[87],[88]
- 3 mars 2018, Disney Cruise Line proposera à l'été 2019 de nouvelles croisières en Europe avec des arrêts dans les villes de Rome et Belfast[89].
- 5 mars 2018, James Pitaro est nommé co-président de Disney Media Networks et président d'ESPN[90],[91]
- 6 mars 2018, Walt Disney Studios lance avec Accenture Interactive, StudioLAB un projet de trois ans pour développer la réalité virtuelle[92],[93]
- 8 mars 2018,
  - les actionnaires de Disney votent contre une augmentation de la rémunération de Robert Iger pour la période 2018-2021 qui devait dépasser les 48 millions par an[94],[95]
  - la société Atom Tickets, concurrente de Fandango, lève 60 millions d'USD auprès de ses partenaires, Fidelity Management and Research, Disney Accelerator, Lionsgate et 20th Century Fox[96],[97]
  - Disney Cruise Line dévoile des esquisses de ses trois futures bateaux prévus à partir de 2021 qui se différencient principalement par des arrondis pour les cabines au niveau des cheminées et une propulsion au gaz naturel liquéfié[98],[99]
- 9 mars 2018, lors d'une présentation d'un projet d'extension du réseau à grande vitesse ferroviaire de Taïwan, les représentants politiques présentent un château Disney en évoquant un parc à thème pour la zone touristique de Pingtung[100].
- 10 mars 2018, le film Black Panther récolte près de 10 millions d'USD pour le premier jour de sa quatrième semaine et dépasse le milliard d'USD à l'international mais est dépassé par Un raccourci dans le temps, une autre production de Disney qui débute au cinéma[101],[102]
- 12 mars 2018, le service de vidéo à la demande de Fandango rejoint le service de collection de vidéo Movies Anywhere de Disney[103],[104]
- 14 mars 2018, Disney annonce une réorganisation à effet immédiat de ses divisions en anticipation de l'achat de 21st Century Fox avec la fusion des parcs et des produits de consommation et la création de Walt Disney Direct-to-Consumer and International une division regroupant diffusion de contenu et l'international[105],[106],[107].
- 15 mars 2018,
  - la production du film sur Artemis Fowl débute et la distribution est confirmée[108]
  - le groupe européen Sky annonce un accord de confidentialité avec 21st Century Fox et Walt Disney Company dans le cadre des procédures britanniques d’acquisition[109]
- 16 mars 2018, AIG demande une décision rapide à la neuvième cour dans son procès contre Disney à la suite de l'affaire du Pink slime[110]
- 17 mars 2018, le film Black Panther poursuit son succès et récolte 27 millions d'USD pour son cinquième weekend cumulant 606 millions d'USD et devançant Tomb Raider qui débutait[111],[112]
- 19 mars 2018, l'attraction Pirates of the Caribbean de Disney World rouvre après plusieurs mois de rénovation mais en modifiant la scène d'enchères d'esclaves en scène d'enchères des biens et la femme rousse n'est plus vendue pour mariage mais devenue une pirate[113]
- 20 mars 2018,
  - Walt Disney Parks and Resorts annonce plusieurs attractions et zones Marvel pour 2020 dont une zone qui remplacera A Bug's Land à Disney California Adventure, une rethématisation du Backlot du Parc Walt Disney Studios en France et une attraction Ant-Man et la Guêpe à la place de Buzz l'éclair à Hong Kong Disneyland[114],[115],[116]
  - Disney Research présente Disney Cardinal un projet qui permet de transformer un scénario écrit en film d'animation de prévisualisation
  - En raison d'une faille dans le contrat entre Disney-ESPN et la NFL stipulant uniquement les réseaux cablés, Fox Sports peut diffuser en hertzien des matchs de la draft[117]
- 22 mars 2018, Black Panther dépasse les 1,2 milliard d'USD de recettes à l'international[118]
- 27 mars 2018,
  - Disney annonce les dates et détails de la convention D23 de 2019[119]
  - pour construire un quatrième hôtel, Disneyland Resort annonce les fermetures du cinéma AMC Theatres 12, du Rainforest Cafe, de la dernière ESPN Zone, Earl of Sandwich[120]
- 29 mars 2018, nVidia et Epic Games annoncent que 8 processeurs Quadro P6000 seront utilisés pour faire tourner la simulation développée par Disney et ILMxLAB pour l'attraction de Star Wars: Galaxy's Edge dans laquelle le visiteur pilotera le Faucon Millenium[121]
- 30 mars 2018, dans le cadre d'une obligation légale britannique, The Walt Disney Company Limited dévoile l'écart de salaire de ses employés par genre au Royaume-Uni, qui est de 22% en faveur des hommes pour le salaire de base et de 4&,9 % en incluant les bonus[122]

### Avril
- 1er avril 2018, FoxNext Studios édite le jeu Marvel Strike Force sous licence Marvel/Disney alors que sa maison-mère 21st Century Fox doit être rachetée par Disney[123]
- 2 avril 2018,
  - Disney annonce la date d'ouverture du service de streaming ESPN+ pour le 12 avril au prix de 5 $ par mois[124],[125]
  - Disney et Pixar annoncent le jeu Disney Heroes: Battle Mode développé par PerBlue et disponible sur Android[126]
- 3 avril 2018, Disney propose d'acheter Sky News dans le cadre du rachat de Sky par la 21st Century Fox de Rupert Murdoch même en cas d'échec du rachat de la 21st Century Fox par Disney[127],[128],[129]
- 5 avril 2018,
  - Disney World annonce une mise à jour de l'application My Disney Experience afin qu'elle puisse ouvrir les portes des chambres d'hôtels, en plus des bracelets MagicBands[130]
  - Disneyland Resort annonce que le service de commande de restaurants par téléphone déjà disponible à Disney World sera disponible en Californie[131]
- 6 avril 2018,
  - à la suite d'un assouplissement de la politique par le prince héritier Mohammed Ben Salmane, le film Black Panther devient le premier film projeté au cinéma en Arabie saoudite depuis 1980[132],[133]
  - la société Silverstein annonce être en négociation avec ABC pour acheter le siège social new-yorkais situé sur la West 66 Street pour plus d'un milliard de dollars[134]
- 7 avril 2018,
  - Disney présente un exosquelette mécanique semblable à ceux du film Avatar (2009) qui pourraient être utilisé dans la zone Pandora: The World of Avatar du parc Disney's Animal Kingdom[135]
  - Walt Disney Studios Entertainment annonce une sortie pour Toy Story 4 pour le 21 juin 2019[136]
- 9 avril 2018, Disney demande une injonction complémentaire dans le procès qui l'oppose à Redbox un peu avant la sortie en vidéo de Black Panther[137],[138]
- 10 avril 2018, l'Anaheim GardenWalk annonce l'ouverture d'un AMC Theatres en 2019 pour remplacer celui de Downtown Disney qui doit fermer[139]
- 12 avril 2018,
  - la commission britannique sur les fusions et acquisitions impose à Disney d'acheter l'intégralité de Sky si l'achat de 21st Century Fox est validé par les autorités américaines[140],[141],[142]
  - le service ESPN+ est officiellement lancé au prix de 5$ par mois sans les principaux matchs de NFL ou NBA mais avec au contraire des sports de niches, de nombreuses vidéos en direct et peu de publicité[143],[144]
- 14 avril 2018,
  - Disney prolonge ses accords de licence en Égypte jusqu'en 2019 à la suite de la signature égyptienne de conventions avec l'Organisation internationale du travail[145]
  - le film Black Panther dépasse les 670 millions d'USD de recettes aux États-Unis[146]
- 16 avril 2018, lors de son 35e anniversaire, le complexe de Tokyo Disney Resort annonce la construction d'un parking silo pour 2019 qui permettra l'agrandissement des parcs à thèmes[147]
- 17 avril 2018,
  - ESPN et Fox Sports, d'habitude rivaux, s'associent pour acheter les droits de diffusion télévisuelle d'Ultimate Fighting Championship détenus par Endeavor[148]
  - en prévision des 90 ans de Mickey Mouse, Disney UK annonce une exposition-spectacle interactive nommée Sounds and Sorcery et basée sur Fantasia au The Vaults Theatre situé sous la gare de Waterloo su 3 juillet au 30 septembre 2018[149]
- 18 avril 2018,
  - le Tampa Bay Times annonce que Disney Worldwide Services a donné 105 000 USD en mars 2018, totalisant au moins 4,7 millions ou 70 % des sommes reçus par le comité anti casino de Floride[150]
  - Disney annonce une application Play Disney Parks gratuite proposant des activités interactives dans les parcs de Walt Disney World et Disneyland pour l'été 2018[151],[152].
- 19 avril 2018, dans un communiqué commun 21st Century Fox et Disney annoncent le choix de Disney pour l'acquisition d'une partie de la Fox et l'agenda cette acquisition[153].
- 20 avril 2018,
  - Disney crée une nouvelle entité nommée Disney Signature Experiences, indépendantes de Walt Disney Parks and Resorts dirigée par Jeff Vahle qui regroupe Disney Cruise Line, Disney Vacation Club, Adventures by Disney et Disney Aulani Resort[154],[155].
  - Disney Store annonce la suppression des sacs en plastique dans ses 215 boutiques nord-américaines[156]
- 22 avril 2018, Disneynature présente la bande annonce de Penguins prévu pour 2019[157]
- 23 avril 2018, Walt Disney World Resort annonce la construction d'une seconde centrale électrique solaire de 50 MW gérée par Origis Energy pouvant alimenter deux parcs à thèmes[158],[159]
- 25 avril 2018, Comcast fait une offre de 30 milliards d'USD pour acheter Sky alors que Disney n'a pas finalisé l'acquisition d'une majorité de la 21st Century Fox détenant 39 % de Sky, forçant le duo Disney-Fox à faire une contre-offre[160],[161]
- 26 avril 2018,
  - Toy Story Land ouvre au Shanghai Disney Resort[162],[163],[164], accompagné par la présentation d'un avion de la China Eastern Airlines avec une livrée Toy Story[165]
  - Disney Research présente une veste comprenant des coussins gonflables et des capteurs pouvant simuler des sensations allant de l'insecte sur le bras aux vibrations d'une moto en passant par la pluie ou le serpent qui pourrait être associée à la réalité virtuelle[166]
- 27 avril 2018, Disney pourrait prendre JPMorgan pour le conseiller dans l'achat de Sky[167]
- 28 avril 2018, Avengers: Infinity War démarre fort aux États-Unis devenant le second meilleur démarrage américain avec 106 millions d'USD, devant Les Derniers Jedi mais derrière Le Réveil de la Force pour son premier jour[168]
- 29 avril 2018, Avengers: Infinity War récolte 257,7 millions d'USD aux États-Unis et au Canada en deux jours, disponible dans 4 470 salles et 382,7 millions à l'international totalisant 640 millions[169]
- 30 avril 2018,
  - Twitter et Disney signent un partenariat pour du contenu en direct et de la publicité, principalement pour ESPN[170],[171]
  - Disney Research présente un bras et une main robotique doux[172]

### Mai
- 1er mai 2018
  - Disney Digital Network annonce le lancement d'une nouvelle chaîne internet culinaire et du site associé, nommé Disney Eats[173],[174]
  - Disney Research et l'Université Carnegie-Mellon présentent « Wall++ » un mur devenu interactif grâce à une peinture conductrice[175]
- 3 mai 2018, 
  - ESPN présente de nouveaux contenus numériques lors de sa première participation au congrès NewFronts qui a lieu à New York[176]
- 5 mai 2018, Avengers: Infinity War établit un record en récoltant plus d'un milliard d'USD en onze jours, dépassant les 975 millions de la veille et permettant au studio d'atteindre les 3 milliards d'USD, un jour plus tôt que son précédent record datant du 6 mai 2016[177].
- 8 mai 2018, Disney signe un contrat pluriannuel de 750 millions d'USD sur 5 ans avec l'Ultimate Fighting Championship pour fournir du contenu à son nouveau service ESPN+[178],[179]
- 9 mai 2018,
  - Disney World prévoit l'ouverture d'un restaurant simulant un vol orbital qui sera situé à côté de l'attraction Mission : Space à Epcot et géré par le Patina Restaurant Group déjà responsable de plusieurs établissements de Disney Springs[180]
  - Walt Disney Pictures reporte une perte de 100 millions d'USD pour le film Un raccourci dans le temps à la suite des mauvaises audiences en salles tant aux États-Unis qu'à l'international[181],[182].
- 10 mai 2018,
  - Disney Worldwide Services et la tribu séminole de Floride ont chacun donné 5 millions d'USD en avril pour lutter contre un amendement élargissant les jeux d'argent en Floride[183],[184]
  - un journal local annonce que le tournage de Captain Marvel est en cours à Shaver Lake près de Fresno pour les montagnes de la Forêt nationale de Sierra[185]
- 11 mai 2018, Disney annonce que le film Les Indestructibles 2 fera l'objet d'une présentation spéciale du 14 juin au 29 juillet 2018 au El Capitan Theatre avec un spectacle en première partie[186]
- 12 mai 2018, Avengers: Infinity War récolte 15,9 millions d'USD supplémentaires lors du 15e jour en salle, atteignant les 500 millions d'USD aux États-Unis et 1,44 milliard d'USD à l'international[187]
- 13 mai 2018, Avengers: Infinity War récolte 200 millions d'USD lors de son weekend de sortie en Chine[188]
- 14 mai 2018,
  - le Shanghai Disney Resort annonce la première d'une version en mandarin de la comédie musicale La Belle et la Bête au Walt Disney Grand Theatre de Disneytown pour le 14 juin 2018[189],[190]
  - le site Datanami détaille les choix techniques derrière l'offre de streaming du Disney-ABC Television Group[191]
- 15 mai 2018,
  - les fans de Monkey Island lancent une pétition pour que Disney vende les droits à son créateur, droits détenus par LucasArts[192]
  - Selon le journal des Bahamas Tribune 242, Disney Cruise Line aurait acheté la péninsule Lighthouse Point de 700 acres (2 832 799 m2) sur l'île d'Eleuthera, comme second port privé pour ses nouveaux navires, l'agence immobilière proposant ce bien pour 20 millions d'USD l'ayant retiré de ses offres[193].
- 17 mai 2018, le jeu Disney Heroes: Battle Mode édité par PerBlue est disponible[194]
- 18 mai : l'attraction Mickey et son orchestre Philhar Magique arrive à Disneyland Paris.
- 20 mai 2018, le restaurant de 200 places et bar à vins Wine Bar George ouvre au Disney Springs[195]
- 22 mai 2018, Disney Research présente Stickman, un robot à taille humain capable d'effectuer des saltos[196],[197]
- 23 mai 2018, Comcast confirme vouloir lancer une nouvelle offre exclusivement en numéraire pour contrer Disney dans l'achat de la Fox[198],[199],[200]
- 24 mai 2018, Disney Australia signe un contrat de parrainage du stade Docklands Stadium de Melbourne qui doit débuter en septembre 2018, à la fin de celle d'Etihad, le nom du stade passant d’Etihad Stadium à Marvel Stadium[201],[202]
- 25 mai 2018,
  - le contrat de 350 millions d'USD entre Riot Games et BAMTech annoncé en décembre 2016 est annulé au profit d'un contrat de diffusion de la League of Legends sur ESPN+ à partir de juin 2018[203],[204]
  - le groupe de média philippin Globe Telecom lance l'application de streaming DisneyLife à 149 PHP pour ses abonnés et 399 PHP pour les autres[205]
- 27 mai 2018, le film Solo: A Star Wars Story récolte seulement 100 millions durant le weekend du Memorial Day au lieu des 130 ou 150 millions attendus[206].
- 28 mai 2018, Disney Cruise Line a officiellement exprimé son intérêt pour l'acquisition d'une seconde île privée dans les Bahamas et pourrait être selon l’Orlando Sentinel la péninsule Lighthouse Point au sud d'Eleuthera[207]
- 29 mai 2018,
  - l'action Disney chute de 2,5 % en raison de l'arrêt brutal de la série Roseanne à la suite de propos jugés racistes de Roseanne Barr sur Twitter et des mauvais résultats du film Solo: A Star Wars Story[208],[209]
  - à l'instar des autres parcs, Shanghai Disney Resort lance un événement sportif, la course Disney Inspiration Run prévue pour mi-septembre 2018[210]
- 30 mai 2018, la 21st Century Fox annonce à ses actionnaires une réunion le 10 juillet pour voter la fusion avec la Walt Disney Company[211],[212]
- 31 mai 2018,
  - Disney a déposé les plans d'un hôtel sur le thème de Star Wars prévu au sud du parc Disney's Hollywood Studios[213]
  - Un projet de casino sur une île artificielle a été déposé auprès de la préfecture de Chiba, à proximité du Tokyo Disney Resort[214]

### Juin
- 1er juin 2018, Disney Channel commande une troisième saison de Raiponce, la série à quelques jours du lancement de la seconde saison prévue le 24 juin[215]
- 2 juin 2018, la dernière ESPN Zone, située dans le Downtown Disney ferme ses portes pour faire place à un hôtel[216]
- 3 juin 2018,
  - Disney World prévoit de passer progressivement jusqu'en 2021 d'un salaire minimum de 10 $/h à 15 $/h[217]
  - le film Solo: A Star Wars Story ne récolte que 29 millions d'USD supplémentaires pour un total de 148,9 millions[218]
- 5 juin 2018, le régulateur britannique ouvre la voie à une guerre d'enchères pour l'achat de Sky par Comcast ou Disney[219]
- 8 juin 2018,
  - un rapport financier britannique indique que Disney a dépensé 254,6 millions d'USD au Royaume-Uni pour la production du film La Belle et la Bête (2017)[220]
  - à la suite de problèmes de comportement révélés en novembre 2017, la société Disney annonce le départ de John Lasseter de la direction de Disney Animation et Pixar fin 2018[221],[222],[223]
  - Editora Abril confirme l'arrêt des publications des bandes dessinées Disney[224].
- 9 juin 2018, Disney entame une exposition interactive intitulée Marvel Studios: Ten Years of Heroes au ArtScience Museum de Singapour jusqu'au 30 septembre 2018 présentant en 10 sections les grands moments des 19 films du Marvel Cinematic Universe[225]
- 10 juin 2018,
  - les actionnaires de Disney et de la Fox ont reçu un document officiel détaillant la fusion proposée, soumise au vite du 10 juillet, les actifs non achetés par Disney seront transférés dans une nouvelle entité nommée « Nouvelle Fox »[226],[227]
  - le Wall Street Journal rappelle qu'un des fleurons de la 21st Century Fox est le groupe indien Star India[228]
  - pour le site d'analyse financière Motley Fool, le problème de baisses des abonnés d'ESPN est lié au modèle économique des chaînes de sport qui n'a pas encore pris en compte l'importance du streaming et du contenu exclusif monétisé[229]
  - le cinéma Gaumont du Disney Village est passé en technologie 4DX[230]
- 12 juin 2018,
  - un juge fédéral du département de la Justice des États-Unis approuve la fusion entre AT&T et Time Warner, ouvrant la voie au rachat de la 21st Century Fox par Disney ou Comcast[231],[232].
  - Disney Channel annonce durant la semaine de l'animation à Annecy plusieurs nouvelles séries dont Viking Skool, The Owl House et The Rocketeer pour 2019 mais aussi Les Green à Big City et 101, rue des Dalmatiens prévus pour l'automne 2018[233],[234]
- 13 juin 2018,
  - Comcast fait une offre d'acquisition de 65 milliards de dollars sur 21st Century Fox, en compétition avec l'offre Disney[235],[236],[237]
  - Après un mois et demi en salles, le film Avengers: Infinity War atteint les 2 milliards d'USD de recettes[238]
  - selon Fox News, Disney vendrait aussi le siège d'ABC News au 121-135 West End Avenue à New York en plus de celui d'ABC à Silverstein[239]
- 14 juin 2018, Oriental Land Company et Tokyo Disney Resort annoncent un projet d'agrandissement de 2,3 milliards d'USD du parc Tokyo DisneySea pour 2022 comprenant un hôtel de 475 chambres, une zone La Reine des neiges, une autre sur Raiponce et une troisième sur Peter Pan[240],[241],[242],[243]
- 15 juin 2018, Disneyland annonce la fermeture du Rainforest Cafe de Downtown Disney pour le dimanche 17 juin 2018[244]
- 16 juin 2018, le film Les Indestructibles 2 débute par un record pour le cinéma d'animation avec 71,5 millions d'USD de recettes pour son premier jour en Amérique du Nord[245]
- 18 juin 2018,
  - Netgear met à disposition l'application de contrôle Circle with Disney en Australie pour ses modems et routeurs, mais un abonnement est nécessaire[246]
  - Disney prévoit d'ouvrir les premières attractions du futur Pixar Pier de Disney California Adventure, principalement des rethématisations avec des personnages Pixar des attractions déjà existantes du Paradise Pier[247]
- 19 juin 2018, Disney garantit des investissements dans Sky News pour 15 ans en cas de rachat de Sky pour satisfaire l'ofcom[248],[249],[250]
- 20 juin 2018,
  - Disney augmente son offre de rachat de 21st Century Fox pour atteindre le 71,3 milliards d'USD en actions et liquidité[251], auxquelles s'ajoute le rachat de la dette de 13,8 milliards d'USD[252]
  - le gouvernement de Hong Kong répond à une demande de récupération du terrain de 60 hectares prévu pour la phase 2 du Hong Kong Disneyland Resort pour en faire des logements que l'option expire en 2020 et que Disney a encore deux périodes de 5 ans jusqu'en 2030 pour exercer l'option de construction d'un second parc[253]
- 21 juin 2018, Walt Disney Pictures commence le tournage du film Le Seul et Unique Ivan à Lakeland en Floride, film dont la production avait débuté à Londres en mai 2018[254]
- 22 juin 2018, Disney confirme prévoir vendre d'autres actifs que Fox Sports Net en cas de rachat de 21st Century Fox pour satisfaire les régulateurs financiers[255]
- 25 juin 2018,
  - la première boutique Disney Home, spécialisée dans le mobilier d'intérieur, ouvre au Downtown Disney en Californie[256].
  - Tokyo Disney Resort annonce le lancement de son application mobile pour le 5 juillet[257]
  - Le Reedy Creek Improvement District confirme avoir été victime en février d'un hameçonnage à hauteur de 94 000 USD par deux hommes prétendants un changement de banque d'un entrepreneur, qui ont été arrêtés en Louisiane[258]
- 26 juin 2018,
  - Cisco rejoint le projet StudioLAB de Walt Disney Studios, qui au sein d'un studio de 3 500 pieds carrés (325 m2) au cœur des studios historiques de Disney aura pour mission d'imaginer les loisirs et leurs productions[259],[260]
  - Walt Disney Pictures fait appel à des figurants à Portland pour une adaptation cinématographique de Timmy Lalouse de Stephan Pastis, tournage prévu dans la région du 27 juillet au 8 septembre et sortie fin 2019 sur Disney+[261]
- 27 juin 2018,
  - le Department of Justice approuve l'achat de la 21st Century Fox par Disney à condition de vendre sous 90 jours le réseau des 22 chaînes régionales Fox Sports Net[262],[263],[264],[265].
  - Port Canaveral valide une étude de faisabilité pour agrandir les terminaux 8 (utilisé par Disney) et 10 en prévision d'un accroissement du trafic de Disney Cruise Line avec ses 3 nouveaux navires prévus à partir de 2021[266]
  - Disney UK et Public Health England lance un programme de sensibilisation au sport pour les enfants sur le thème de Star Wars[267]
- 28 juin 2018,
  - Disney annonce qu'il ferme immédiatement les DisneyToon Studios, ce qui a pour effet de licencier 75 animateurs ainsi que le personnel tandis que le spin-off sans nom de Planes a été retiré de la liste des films Disney prévu pour mars 2019 et n'est plus en développement[268],[269],[270],[271].
  - à la suite des contre-offres de Comcast (65 millards) et Disney (71,3 milliards), 21st Century Fox décale le vote initialement prévu le 10 au 27 juillet[272]
- 30 juin 2018,
  - ouverture officielle de Toy Story Land à Disney's Hollywood Studios[273].
  - Disney lance l'application Play Disney Parks qui rend les files d'attente des parcs américains interactives offrant des jeux et activités[274]
  - le film Les Indestructibles 2 dépasse les 407 millions d'USD de recettes en Amérique du Nord[275]

### Juillet
- 1er juillet 2018, une série intitulée Legend of the Three Caballeros, reprenant les personnages du film Les Trois Caballeros (1944) de 13 épisodes de 22 minutes a débuté exclusivement sur le service DisneyLife aux Philippines développée par Disney Interactive et non pas Disney Television Animation[276]
- 2 juillet 2018, le New York Post annonce que Disney et Comcast pourraient se partager la 21st Century Fox, Comcast achetant Sky et Disney achetant le reste des activités en vente[277]
- 3 juillet 2018, à la suite d'un procès pour surévaluation du complexe hôtelier Disney's Yacht & Beach Club Resort par les services fonciers entamé en 2016, Disney reçoit 1,2 million d'USD de trop-perçus[278],[279]
- 4 juillet 2018, Snapchat annonce avoir signé des contrats avec Disney, Universal et Six Flags pour des applications de réalité augmentée, celle ed Disney étant baptisée Play Disney Parks[280]
- 5 juillet 2018, Disney Animation diffuse deux jeux de données numériques issus de la production de Vaiana : La Légende du bout du monde sous licence libre, l'un contenant des nuages réalistes, l'autre des scènes d'îles[281]
- 8 juillet 2018, Ant-Man et la Guêpe récolte 75,8 millions d'USD pour son week-end de sortie[282]
- 9 juillet 2018,
  - la société Silverstein confirme acheter 9 bâtiments du siège d'ABC à New York pour 1,16 milliard d'USD grâce à un emprunt de 90 millions auprès de la Deutsche Bank[283]
  - Disney annonce l'achat pour 650 millions d'USD d'une parcelle à Hudson Square pour en faire le siège d'ABC, ABC News et ESPN[284],[285],[286]
  - CNNMoney indique que Disney en rachetant la 21st Century Fox va mettre la main sur Star India et ses 60 chaînes touchant 700 millions de téléspectateurs, Fox Star Studios et ses films pour Bollywood mais aussi le service de vidéo à la demande sur Hotstar et ses 75 millions d'abonnés[287]
- 11 juillet 2018, Disney et Blizzard annoncent que l'Overwatch League va être diffusée sur Disney XD, les chaînes ESPN (ESPN, ESPN2, ESPN3 et ESPNews ; et la finale sur ABC[288]
- 13 juillet 2018, l'agence britannique des acquisitions demande à Disney de faire une contre-offre pour l'achat de Sky avec une valeur plancher de 14 £, en dessous des 14,75 £ proposé par Comcast, sous un délai de 28 jours[289],[290],[291], soit plus de 32,5 milliards d'USD.
- 16 juillet 2018, Comcast annonce ne pas surenchérir sur l'offre de Disney de 71,3 milliards d'USD pour l'achat de la 21st Century Fox[292],[293],[294].
- 17 juillet 2018, l'AsiaPOP Comicon (en) de Manille confirme la présence de Disney, Pixar, Marvel et Star Wars durant la convention prévue du 27 au 29 juillet 2018 au SMX Convention Center (en)[295]
- 19 juillet 2018,
  - le Wall Street Journal s'interroge sur l'intérêt de Disney à acheter de l'opérateur britannique de chaînes satellites Sky dans le cadre du rachat de la 21st Century Fox[296]
  - Disney Australie signe un partenariat avec le groupe David Jones pour ouvrir des espaces Disney-Marvel-Star Wars dans ses grands magasins en commençant par celui d'Elizabeth Street à Sydney[297].
- 21 juillet 2018, Disney annonce la fermeture de la zone A Bug's Life (1 001 Pattes) de Disney California Adventure à compter du 4 septembre 2018 pour en faire une zone Marvel en 2020[298]
- 22 juillet 2018, Disney Research présente AR Poser, un logiciel permettant d'ajouter en réalité augmentée des personnages ou un avatar à des selfies[299]
- 24 juillet 2018,
  - le New York Post précise que les locataires du Four Hudson Square, ont jusqu'à 2019 pour quitter les lieux des futurs bureaux de Disney devant occupés un tour de plus de 100 000 m²[300]
  - Disney Cruise Line lance une application Disney Cruise Line Navigator pour des activités à bord[301]
  - Walt Disney Animation Studios prévoit de présenter son premier court métrage en réalité virtuelle au SIGGRAPH 2018[302]
- 25 juillet 2018, la boutique Magic of Disney de l'Aéroport international d'Orlando doit fermer pour permettre l'agrandissement d'un poste de sécurité et remplacée par une Disney Store au printemps 2019[303]
- 26 juillet 2018, Disney annonce le retrait des pailles en plastique non réutilisables de tous ses parcs d'attractions dans le monde pour mi-2019[304],[305]
- 27 juillet 2018,
  - les actionnaires de Disney et de 21st Century Fox valident l'achat d'une grande partie des actifs la Fox par Disney pour 71,3 milliards d'USD[306],[307],[308]
  - Walt Disney Pictures a acheté le script d'un conte de fée sur une princesse africaine nommé Sadé d'Ola Shokunbi et Lindsey Reed Palmer[309],[310]
- 31 juillet 2018, le film Les Indestructibles 2 dépasse le milliard d'USD de recettes à l'international[311],[312]

### Août
- 2 août 2018, Disney cherche à récupérer les droits de diffusion télévisuelle de Star Wars vendus à Turner Broadcasting jusqu'en 2024[313],[314]
- 3 août 2018, l'agence britannique des fusions et acquisitions confirme, après des demandes réexamens, sa décision du 13 juillet d'une enchère minimale de 14 £ par action pour l'achat de Sky[315]
- 4 août 2018,
  - le film Black Panther dépasse les 700 millions d'USD de recettes[316]
  - le film Jean-Christophe et Winnie dépasse les 25 millions d'USD de recettes pour son weekend de sortie[317]
- 5 août 2018, Disney dévoile plus de détails de son futur service de vidéo à la demande Disney+, prévu pour l'automne 2019[318],[319]
- 6 août 2018,
  - Disney annonce une série Star Wars en 10 épisodes pour sa plateforme Disney+ et un coût de 100 millions d'USD[320],[321]
  - Microsoft rejoint la plateforme Movies Anywhere de Disney[322]
- 8 août 2018, National Geographic Expeditions signe un partenariat à long terme avec le groupe de croisière français Ponant pour proposer des croisières en Australie, en Nouvelle-Zélande et dans le Pacifique[323].
- 9 août 2018, Hulu annonce des pertes de 357 millions d'USD pour le second trimestre, doublées par rapport au premier trimestre[324], totalisant environ 1,5 milliard d'USD de perte en un an[325]
- 10 août 2018, Disney Worldwide Services et la tribu séminole de Floride ont versé 5 millions d'USD chacun durant le mois de juillet pour un amendement prévu en novembre sur les casions en Floride[326]
- 16 août 2018, Disneyland Resort annule le projet d'un hôtel de luxe en raison d'une fronde au sujet d'un crédit d'impôts de 267 millions d'USD octroyé en 2016 pour ce projet mais que Disney a déplacé géographiquement[327],[328]
- 21 août 2018,
  - Zynga signe un contrat avec Disney pour un nouveau jeu vidéo sur mobile Star Wars ainsi que la gestion de Star Wars: Commander lancé en 2014 par Disney Interactive[329]
  - ESPN stoppe le service ESPN Insiders de contenus créé il y a prés de 20 ans et transfert les abonnements vers le service de vidéo à la demande ESPN+ à compter du 28 août[330]
- 23 août 2018, Disneyland Resort demande la suppression de deux conventions fiscales qui lui octroyaient plus de 260 millions d'USD afin d'apaiser les tensions qui ont conduit à l'arrêt du projet d'un quatrième hôtel et pourraient imposer un salaire minimum de 18$[331]
- 24 août 2018, National Geographic Partners signe un partenariat avec 61 lieux de séjours indépendants répartis autour du monde et annonce de nouvelles offres en cas de rachat par Disney[332]
- 28 août 2018,
  - les Yankees de New York annoncent leur intention d'acheter la chaîne YES Network à Disney après le rachat de la 21st Century Fox et pour satisfaire le département de la Justice des États-Unis[333]
  - la municipalité d'Anaheim arrête à la demande de Disney et de citoyens mécontents, la réduction fiscale sur les parcs de loisirs[334],[335]
- 29 août 2018,
  - Variety rectifie son dossier regroupant les informations disponibles sur le futur service de streaming de Disney publié le 21 août auquel il attribuait le nom de Disney Play, repris par erreur par plusieurs journaux[336],[337],[338],[339]
- 30 août 2018, le CEO de Port Canaveral indique qu'au moins 2 des 3 nouveaux navires de Disney sont basés dans ce port de Floride[340],[341]
- 31 août 2018,
  - les zones Star Wars: Galaxy's Edge de Californie et de Floride devraient proposer un restaurant nommé Oga’s Cantina[342]
  - Disney obtient une injonction dans le procès qui l'oppose à Redbox[343],[344]

### Septembre
- 3 septembre 2018, Disneyland Resort annonce la fermeture de la zone A Bug's Land de Disney California Adventure le 4 septembre afin d'en faire une zone Marvel en 2020[345]
- 5 septembre 2018, Disney nomme Rita Ferro à la tête d'une filiale commune commercialisant les publicités sur Disney/ABC Advertising Sales et ESPN, en prévision du départ à la retraite d'Ed Erhardt d'ESPN en 2019[346],[347]
- 7 septembre 2018, Disney Channel lance la production d'une nouvelle série prévue pour début 2019 nommée Sydney to the Max[348]
- 9 septembre 2018,
  - Disney Cruise Line et le port de Miami annoncent un accord pour des croisières depuis Miami à partir de 2023 avec deux navires et un potentiel nouveau terminal[349],[350]
  - Disney Channel renouvelle Muppets Babies pour une seconde saison, Vampirina et Puppy Dog Pals pour des troisièmes saisons[351]
- 10 septembre 2018, le complexe Walt Disney World Dolphin & Swan annonce la construction d'une tour de 14 étages et 349 chambres principalement accès pour la clientèle d'entreprises[352],[353]
- 11 septembre 2018, Disney China tient une conférence à Shanghai devant 4 000 personnes pour présenter ses résultats mais aussi ses productions à venir en 2019 dont les films et des murs d'écrans interactifs informatifs pour des galeries commerciales[354]
- 12 septembre 2018,
  - The Void annoncent cinq expériences de réalité virtuelle basées sur les univers de Walt Disney Animation Studios et Marvel Studios[355],[356]
  - Disney annule le jeu Star Wars: Rivals qui était disponible en bêta à partir 11 octobre 2018, fermant les achats dans le jeu et indique ne procéder à aucun remboursement[357],[358]
  - Disney s'associe aux festivités de fin d'année de l'artère commerciale d'Orchard Street à Singapour en proposant des parades de personnages, des activités pour les plus jeunes[359]
- 13 septembre 2018,
  - Michael Froman vice-président de MasterCard et ancien représentant au Commerce est élu au directoire de la Walt Disney Company[360],[361]
  - un nouvel espace de congrès de 28 000 pieds carrés (2 601 m2) ouvre au sein du Disney's Yacht & Beach Club Resort[362]
- 14 septembre 2018,
  - Walt Disney Pictures annonce la fin du tournage du film Jungle Cruise après un été à Hawaï[363]
  - Adventures by Disney développe pour 2019 une offre « Petit séjour » avec 3 destinations internationales Boston, Londres et Vancouver[364]
  - Malgré la fermeture en juin et en raison de l'annulation du projet de quatrième hôtel, le restaurant Earl of Sandwich de Downtown Disney rouvre ses portes mais pour une durée indéterminée[365]
- 17 septembre 2018, l'union européenne repousse la date de validation de l'achat de la 21st Century Fox par Disney au 19-21 octobre[366],[367]
- 19 septembre 2018, Disney World annonce l'arrêt du spectacle nocturne IllumiNations: Reflections of Earth à Epcot après 19 ans et son remplacement à la fin de l'été 2019[368]
- 21 septembre 2018, ESPN+ totalise 1 million d'abonnés en moins de 6 mois, en comparaison HBO Go a mis 10 mois pour atteindre ce niveau[369],[370]
- 22 septembre 2018,
  - Ben Sherwood annonce son départ de la coprésidence de Disney Media Networks une fois l'achat de la 21st Century Fox finalisé[371],[372],[373]
  - Disney prévoit de rouvrir l'attraction CinéMagique au Parc Walt Disney Studios à partir du 1er décembre pour une durée limitée[374]
- 23 septembre 2018, à la suite d'une campagne antiraciste les accusant de whitewashing, Disney Animation confirme avoir redessiné dans Ralph 2.0 la princesse Tiana issue de La Princesse et la Grenouille (2009) avec une peau plus foncée[375],[376]
  - Comcast remporte l'enchère sur Sky avec une offre à 17,28£ par action totalisant 39 milliards d'USD contre Disney-Fox avec 15,67 £ par action[377],[378], toutefois cette perte pour Disney d'un acteur européen majeur de la télévision payante est salué en bourse le lendemain par une augmentation de 2 % tandis que Comcast chute de 6%[379],[380]
- 24 septembre 2018, Jeff Vahle, président de Disney Cruise Line confirme le projet de port et zones privés à Lighthouse Point au sud d'Eleuthera avec des contraintes environnementales fortes comme des aménagements sur 20 % de la propriété, la préservation des 100 acres de plages de sable, la conservation de 170 acres en réserve naturelle gouvernementale mais aussi des contraintes sociales comme 120 à 150 emplois permanents avec salaires plus élevés[381]
- 25 septembre 2018, l'état du Nouveau-Mexique annonce le tournage du film Stargirl prévu pour Disney+ à Albuquerque de septembre à mi-novembre[382]
- 26 septembre 2018, Disney et 21st Century Fox acceptent de vendre la participation de 39 % dans Sky à Comcast, pour 15 milliards d'USD[383],[384],[385]
- 27 septembre 2018, à l'occasion des 90 ans de Mickey Mouse, Disney Africa organise une exposition à l'Art Eye Gallery de Johannesbourg et des animations en Afrique du Sud[386],[387]
- 28 septembre 2018,
  - Disney élargit la responsabilité de Rita Ferro à toutes les formes de publicités des vidéos pour les chaînes de télévisions aux bannières pour applications mobiles[388].
  - Disney annonce la fermeture définitive L'Île de Club Penguin, suite de Club Penguin pour la fin de l'année 2018, avec le licenciement des employés du siège à Kelowna[389],[390],[391].
  - Après cinq années d'absence Disney Live est à nouveau autorisée par le ministère du tourisme à présenter des spectacles en Égypte, 23 dates sont prévues au stade international du Caire à partir du 6 octobre 2018[392]
  - Tokyo DisneySea retarde l'ouverture de l'attraction Soarin' à l'été 2019[393]
- 29 septembre 2018, Associated Press annonce que Disney Worldwide Services et la tribu séminole de Floride ont versé 5 millions d'USD chacun durant le mois de septembre 2018 pour un amendement prévu en novembre sur la limitation des casinos en Floride[394].

### Octobre
- 1er octobre 2018, le restaurant Earl of Sandwich de Downtown Disney rouvre après une fermeture en juin et l'annulation d'un projet d'hôtel mais pour un durée limitée inconnue[395]
- 3 octobre 2018,
  - Walt Disney Pictures commence la production d'un remake en prises de vue réelle et en infographie de Lilo et Stitch (2002) avec les producteurs Dan Lin et Jonathan Eirich et le scénariste Mike Van Waes[396],[397],[398]
  - Disney Research présente PaintCopter un drone capable de peindre avec des sprays des surfaces ou des volumes[399],[400]
  - le Disney Conservation Fund accorde 5 millions d'USD à 76 organisations de protection de la nature[401]
- 4 octobre 2018,
  - Disney annonce que la série Star Wars pour Disney+ sera intitulée The Mandalorian et basée sur les aventures d'un mercenaire Mandalorien[402].
  - au travers du programme Disney Accelerator, Disney investit dans Intermedia Labs, maison-mère de HQ Trivia (en)[403]
- 8 octobre 2018, la Walt Disney Company présente un nouvel organigramme pour ses activités télévisuelles une fois l'Acquisition de la 21st Century Fox finalisée avec Peter Rice ancien directeur général de Fox Networks Group, nommé président de Walt Disney Television et coprésident de Disney Media Networks, et qui remplace Ben Sherwood, l'entité Disney-ABC Television disparaissant[404],[405],[406],[407].* 10 octobre 2018, Aaron LaBerge est nommé vice-président et CTO de la récente société Disney Direct-to-Consumer and International sous la direction de Kevin Mayer après avoir occupé les mêmes postes chez ESPN[408],[409]
- 11 octobre 2018, Disneyland Resort annule le projet d'un hôtel de luxe de 700 chambres à la suite d'une polémique sur des avantages fiscaux offerts par la précédente municipalité d'Anaheim et la fermeture de plusieurs commerces de Downtown Disney[410]
- 13 octobre 2018, Netflix et Marvel stoppent la production de la série Iron Fist, la raison invoquée étant la création du service de streaming Disney+[411]
- 15 octobre 2018, Disney annonce avoir garanti des concessions à la commission européenne afin de respecter les lois antitrust dans le projet d'achat de la 21st Century Fox mais le détail n'a pas été révélé[412],[413],[414],[415]
- 16 octobre 2018,
  - l'Arabie saoudite prévoit d'accueillir des spectacles Disney, Marvel et du Cirque du Soleil pour relancer son tourisme national[416]
  - Disney Media Distribution Latin America annonce la production de deux séries originales en coproduction Cazadores de milagros et Americana[417]
  - au travers du programme Disney Accelerator, Disney investit dans Uncharted Power, une entreprise de production d'énergie renouvelable[418]
- 17 octobre 2018,
  - Disney publie les documents officiels relatifs à la vente des 22 chaînes de Fox Sports Net, condition de la justice américaine au rachat de 21st Century Fox[419]
  - Disney et les tribus séminoles de Floride ont déboursé 36 millions d'USD dont 20 pour Disney pour soutenir un amendement limitant les casinos en Floride dont le vote est prévu en novembre 2018[420]
  - dans le cadre du rachat de la 21st Century Fox par Disney, le régulateur chinois n'a pas encore fourni son accord ni de commentaire alors que la tension monte entre Donald Trump et Xi Jinping[421]
- 18 octobre 2018, Sky prévient Disney et Discovery des effets du Brexit nécessitant de nouvelles licences de diffusion pour le Royaume-Uni[422]
- 19 octobre 2018,
  - quelques jours après avoir annulé la série Iron Fist, Netflix stoppe la production de la série Marvel Luke Cage officiellement pour « divergences créatives »[423],[424]
  - le gouvernement des Bahamas valide le projet de Disney Cruise Line d'un port privé à Lighthouse Point sur l'île d'Eleuthera[425],[426]
  - Disney World prévoit pour 2022 un nouveau hôtel sur le thème de la nature et 900 chambres et villas Disney Vacation Club entre le Wilderness Lodge et le Fort Wilderness, sur les rives du Bay Lake[427],[428]
- 20 octobre 2018, Disney annonce la réouverture des World of Disney américaine simultanément le 26 octobre en Californie et le 27 octobre en Floride avec un concept plus actuel après des rénovations par phases[429].
- 29 octobre 2018,
  - le service ESPN+ annonce avoir dépassé le million d'abonnés en seulement 5 mois mais reste déficitaire en raison des coûts technologiques et de contenus estimés à entre 200 et 500 millions d'USD[430]
  - Google Home s'associe à Disney pour ajouter des musiques d'ambiance ou des sons lors que l'utilisateur lit une histoire de la série Disney Read-Along[431],[432],[433]
- 31 octobre 2018, la société chinoise Wanda Group, qui voulait être le Walt Disney chinois, vend ses 13 parcs à thèmes au groupe Sunac pour 900 millions d'USD[434]

### Novembre
- 1er novembre 2018,
  - pour sa septième année le parc floral Dubai Miracle Garden accueille les personnages de Disney[435]
  - Lachlan Murdoch annonce son intention de racheter à Disney les chaînes Fox Sports Net[436]
- 2 novembre 2018,
  - la direction de National Geographic sec concentre avant la finalisation du rachat de la 21st Century Fox par Disney avec Courteney Monroe comme CEO, Carolyn Bernstein pour les programmes scriptés et longs métrages et Geoff Daniels pour les autres programmes[437]
  - Walt Disney Direct-to-Consumer and International annonce une énième vague de licenciement de 20 personnes au sein de Disney Digital Network[438],[439],[440]
- 3 novembre 2018, le film Casse-Noisette et les Quatre Royaumes fait un mauvais démarrage avec seulement 5,619 millions d'USD de recettes le premier jour loin des 20 millions attendus à comparait au budget estimé à 130 millions d'USD[441]
- 4 novembre 2018, The Void ouvre à la réservation les attractions de réalité virtuelle sur Ralph 2.0 dont l'ouverture est prévue le 21 novembre au Disney Springs et à Downtown Disney[442]
- 6 novembre 2018,
  - La commission européenne approuve l'acquisition par Disney des actifs de la 21st Century Fox à condition de vendre ses participations dans les déclinaisons européennes des chaînes d'A&E comme History et Lifetime[443],[444],[445]
  - Walt Disney Company Philippines et Ayala Corporation organisent un spectacle nocturne pour les fêtes de fin d'année dans plusieurs jardins d'Ayala de Manille dont à partir du 9 novembre le parc Ayala Triangle Gardens (en) de Makati puis d'autres lieux comme Cagayán de Oro et Quezon City[446]
  - Endemol Shine Group stoppe sa recherche de repreneurs initiée en juin, Disney au travers du rachat de la Fox et Appollo restent actionnaires à part égales[447].
- 7 novembre 2018,
  - lors des élections de mi-mandat, Disney et la tribu séminole de Floride propriétaire de la marque Hard Rock Cafe ont obtenu l'approbation d'un amendement contre l'extension des casinos en Floride[448]
  - lors des élections de mi-mandat, le Disneyland Resort obtient une majorité au conseil municipal d'Anaheim de 5 élus en faveur contre 2 offrant la possibilité de faire voter des mesures en sa faveur[449],[450]
- 8 novembre 2018,
  - Disney ouvre les enchères pour les 22 chaînes de Fox Sports Net[451]
  - Disney rapporte une perte financière de 157 millions de dollars liée à Vice Media dans son rapport comptable tandis que Vice réduit ses effectifs de 15 %[452],[453],[454]
  - Disney annonce une seconde série Star Wars en plus de The Mandalorian pour son service Disney+ avec pour héros Cassian Andor interprété par Diego Luna[455]
- 9 novembre 2018,
  - Disney dévoile le nom de son service de streaming prévu pour fin 2019, Disney+ qui comprendra les productions Disney, Marvel, Star Wars, National Geographic et Pixar tandis que le service Hulu devrait être développé à l'international[456]
  - Movies Anywhere annonce avoir atteint les 6 millions d'abonnés et dépassé les 150 millions de films stockés sur sa plateforme[457]
- 10 novembre 2018, Disney installe les premiers câbles du Disney Skyliner en commençant par ceux près de Disney's Hollywood Studios[458]
- 11 novembre 2018, les Yankees de New York confirment être pourparlers avec Disney pour acheter l'intégralité de YES Network[459]
- 13 novembre 2018, Disney discute avec Hearst l'achat des chaînes européennes codétenues d'A&E Networks afin de satisfaire la commission dans le cadre de l'achat de 21st Century Fox[460]
- 14 novembre 2018, deux extraits du court métrage Neck 'n' Neck d'Oswald le lapin chanceux considéré comme perdu ont été retrouvés au Japon[461],[462],[463]
- 15 novembre 2018, Disney signe un accord de licence avec le studio Jam City pour développer des jeux mobiles[464],[465]
- 17 novembre 2018,
  - Durant le D23, Disney indique avoir demandé à John Williams de composer des musiques pour l'ambiance des zones Star Wars: Galaxy's Edge[466],[467]
  - Durant le D23, Disney annonce le nom de l'attraction Ratatouille prévue dans le pavillon français à Epcot, Remy's Ratatouille Adventure[468],[469]
  - Durant le D23, Disney présente une attraction de type montagne russe pour remplacer Universe of Energy à Epcot sur le thème des Gardiens de la Galaxie[470]
  - Durant le D23, Disney dévoile le nom du projet d'hôtel sur la nature en bord du Bay Lake, le Reflections: A Disney Lakeside Lodge[469],[471]
  - Durant le D23, Disney fait d'autres annonces comme un nouveau film pour l'attraction O Canada!, un nouveau spectacle nocturne pour remplacer IllumiNations à Epcot en 2020 et un nommé Wonderful World of Animation aux Disney's Hollywood Studios[469]
  - Walt Disney Animation Studios et Disney Research présentent PoseVR, un outil d'animation pour la réalité virtuelle[472]
- 19 novembre 2018, le régulateur financier chinois valide l'achat de la 21st Century Fox par Disney sans condition[473],[474],[475]
- 21 novembre 2018, Disney publie ses résultats 2018 avec des pertes de 2 millions d'abonnés pour ESPN et Freeform, et 3 millions chacun pour Disney Channel, Disney Junior et Disney XD[476].
- 22 novembre 2018, parmi les enchérisseurs pour les 22 chaînes de Fox Sports Net, la presse liste Amazon, Apollo Global Management, KKR, Blackstone Group, Sinclair et Tegna Inc. (en)[477]
- 24 novembre 2018, pour son troisième jour à l'affiche le film Ralph 2.0 récolte 22 millions d'USD aux États-Unis[478]
- 26 novembre 2018,
  - le conglomérat malaisien Genting attaque en justice aux États-Unis les sociétés Disney et 20th Century Fox en raison de démarches de la part de la Fox pour renégocier puis stopper le contrat pour vice de forme du parc 20th Century Fox World et demande 1 milliard d'USD d'indemnités avec pour motif le souhait de Disney de ne pas être associé au groupe de casinos[479],[480],[481],[482].
  - Disney annonce un nouveau logo pour le parc Disney's Hollywood Studios alors que des rumeurs évoquaient un changement de nom[483]
- 27 novembre 2018, Disney signe un contrat pluriannuel avec Google pour utiliser Google Ad Manager pour ses les publicités de ses marques au niveau mondial, mettant un terme à son contrat avec FreeWheel, filiale de Comcast[484],[485],[486]
- 28 novembre 2018, Oriental Land Company annonce la construction d'un nouvel hôtel de 11 étages et 600 chambres pour 2021-2022 sur le thème de Toy Story à Tokyo Disney Resort[487],[488]
- 29 novembre 2018,
  - des décisions de justice du mois de novembre indiquent que les bureaux de la Walt Disney Company France à Paris ont été perquisitionnés le 5 octobre 2017 dans le cadre d'une enquête sur une possible dissimulation de revenus et donc de taxes impayées au travers d'une licence payée par Disneyland Paris à la société européenne Disney Limited basée au Royaume-Uni[489],[490]
  - Netflix stoppe la production de la série Daredevil au bout de trois saisons, rejoignant les séries Marvel-Netflix arrêtées Luke Cage et Iron Fist[491],[492]
- 30 novembre 2018,
  - Disney Junior lance la production d'une série télévisée d'animation intitulée Mira, Royal Detective sur une jeune fille dans un monde fictif nommé Jalpur inspiré par l'Inde prévue pour 2020[493]
  - AT&T annonce son intention de vendre sa participation de 10 % dans Hulu pour plus de 930 millions d'USD[494]

### Décembre
- 3 décembre 2018, l'autorité de la concurrence brésilienne CADE se donne jusqu'au 23 mars 2019 pour analyser l'impact au Brésil de l'achat de la 21st Century Fox par Disney principalement la concentration des chaînes sportives[495].
- 7 décembre 2018, STAR TV arrête ses activités télévisuelles aux États-Unis et au Royaume-Uni et ne conserve que le service Hotstar en service par contournement[496].
- 10 décembre 2018, l'opérateur MTN Nigeria lance un service mobile avec du contenu Disney à la suite d'un contrat de deux ans avec Walt Disney Company Africa[497].
- 12 décembre 2018,
  - Disney confirme que la prochaine production de Pixar s'intitulera Onward[498],[499].
  - Le film Le Retour de Mary Poppins fait un score honorable au box-office mais souligne la dépendance de Disney aux productions avec des superhéros de Marvel[500].
- 13 décembre 2018,
  - Disney signe un contrat de diffusion avec Nine Entertainment Co. pour diffuser du contenu à la demande sur le service australien Stan[501],[502],[503].
  - Disney réorganise ses directeurs internationaux en prévision de l'achat de la 21st Century Fox[504],[505],[506].
- 14 décembre 2018, à la suite de son investissement dans Kahoot! au travers du programme Disney Accelerator en octobre 2017, Disney exerce ses options et détient 4 % du capital estimé à 376 millions d'USD[507].
- 16 décembre 2018,
  - la sortie du film Le Retour de Mary Poppins entame une année de blockbusters au Royaume-Uni majoritairement produits par Walt Disney Studios[508].
  - Julie Clark accorde une interview au magazine Forbes dans laquelle elle déclare avoir investi 15 000 USD dans Baby Einstein, l'avoir vendu à Disney pour 25 millions d'USD au bout de 5 ans alors que le chiffre d'affaires annuel était de 23 millions puis que Disney a développé sa filiale qui rapporte désormais plus de 300 millions d'USD par an[509].
  - Uday Shankar actuel président de 21st Century Fox Asia et de Star India est nommé à la tête de The Walt Disney Company Asia Pacific regroupant ses activités précédentes de la Fox et celles de Disney sous la division Disney Direct-to-Consumer and International[510],[511].
- 17 décembre 2018,
  - la société Sphero annonce la fin de son contrat avec Disney et l'arrêt de la production des robots BB-8, R2-D2 et autres personnages Disney[512],[513],[514].
  - Sky annonce la disparition de la chaîne Disney XD en Nouvelle-Zélande au profit d'une version à la demande et du report des émissions sur Disney Channel et Disney Junior[515].
- 18 décembre 2018, Disney World achète pour 23 millions d'USD le « BK Ranch » un terrain de 965 acres (391 ha) au sud de Celebration prévu initialement pour des projets immobiliers mais que Disney devrait rendre à l'état sauvage pour développer les autres zones du complexe[516],[517],[518].
- 19 décembre 2018,
  - pour la première fois de son histoire Disney publie gratuitement un court métrage de Pixar sur YouTube, le film Bao[519].
  - une pétition demande à Disney de d'abandonner la marque déposée hakuna matata, ses initiateurs considérant que Disney, en voulant faire de cette expression en kiswahili sa propriété, se rend coupable d'un vol et d'une forme de colonialisme[520].
- 20 décembre 2018, Sean Bailey (en), directeur de Walt Disney Studios Motion Pictures Production, confirme la production d'une nouvelle série Pirates des Caraïbes mais sans Johnny Depp[521],[522],[523].
- 21 décembre 2018,
  - la comédie musicale Newsies est annoncé du 4 janvier au 9 février 2019 au Artisan Center Theater de Dallas[524].
  - deux concerts Jazz Loves Disney sont prévus le 22 et 23 décembre 2018 à la Philharmonie de Paris, dans le cadre du programme We Love Disney[525].
- 23 décembre 2018, le film Le Retour de Mary Poppins démarre timidement au box-office avec 31 millions d'USD récoltés, en cinq jours, mais en progression sur le week-end[526].
- 24 décembre 2018, la boutique Wetzel’s Pretzels de Downtown Disney rouvre après une rénovation[527].
- 26 décembre 2018, à l'approche de la fin de contrat, Disney prévient que les abonnés du service Fios de Verizon pourraient perdre les chaînes du groupe à compter du 31 décembre par faute d'accord[528],[529].
- 30 décembre 2018,
  - Disney et Verizon parviennent à un accord pour diffuser les chaînes de Disney sur Fios évitant une coupure[530],[531], Variety notant que 217 annonces de coupure ont eu lieu en 2017 marquant une publicité des accords de diffusion[530].
  - L'animateur Don Lusk décède à l'âge de 105 ans[532],[533].